# Canoa di Dufuna

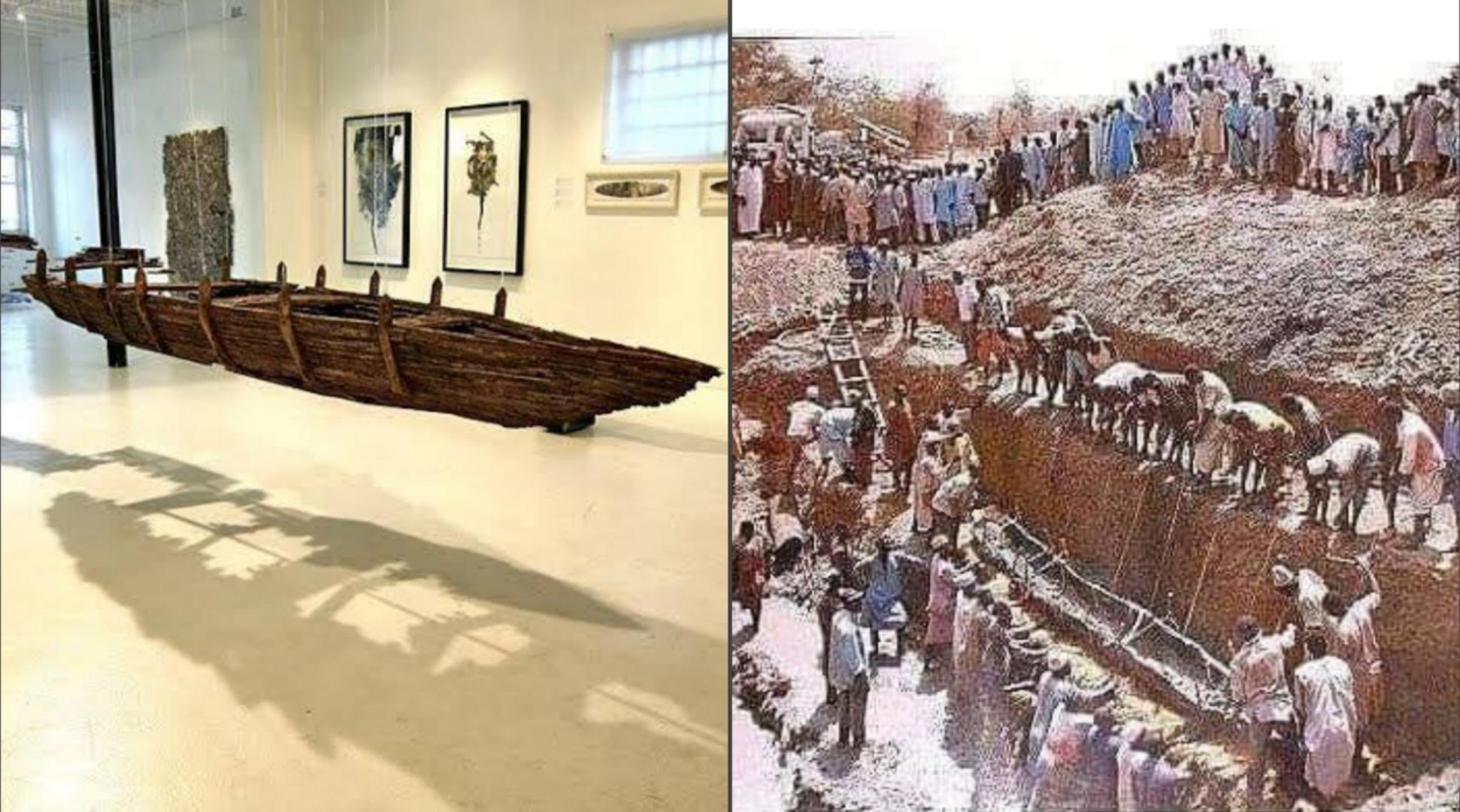
Canoa di Dufuna

La canoa di Dufuna è una canoa scoperta nel 1987 da un mandriano di bestiame di etnia Fulani, a pochi chilometri di distanza dal villaggio di Dufuna, nell'area governativa di Fune, nello stato di Yobe, in Nigeria.

## Descrizione
La datazione al radiocarbonio su un residuo di carbone vegetale trovato in vicinanza del sito, data la canoa tra 8.500 e 8.000 anni fa, collegandola quindi al periodo umido africano quando il lago Ciad aveva un'estensione molto maggiore dell'attuale e viene definito dagli studiosi come lago mega-Ciad.
La canoa ha una lunghezza di 8 m. È la più vecchia imbarcazione finora trovata in Africa, e la seconda al mondo dopo la canoa di Pesse, nei Paesi Bassi. La canoa è attualmente conservata al museo di Damaturu, capoluogo dello Stato di Yobe.